# Внутренняя Азия
Вну́тренняя А́зия — восточная часть Центральной Азии, в состав которой входит Монголия и сопредельные с ней территории: Алтай, Бурятия, Тува и Восточный Туркестан.
Внутренняя Азия может восприниматься как восточная часть Центральной Азии (в противовес западной части — Средней Азии), но может и отождествляться с расширенным понятием Центральной Азии, включающем также в себя Казахстан, Тянь-Шань, Тибет, Гималаи и Памир.